# Ole Beich
Ole Beich (1 januari 1955 - 16 oktober 1991) was een Deense muzikant het beste bekend als basgitarist voor de originele line-ups van L.A. Guns en Guns N' Roses.

## Carrière

### L.A. Guns (1983 - 1985)
L.A. Guns werd gevormd in 1983 door gitarist Tracii Guns en drummer Rob Gardner. De eerste line-up bestond uit Guns, Beich, Gardner en zanger Michael Jagosz. De band had de EP Collector's Edition No. 1 opgenomen. Kort daarna verliet Jagosz de band en werd vervangen door Bill Bailey (die later zijn naam naar Axl Rose zou veranderen) later werd Jagosz gearresteerd na een bar gevecht. Bailey was eerder frontman van Rapidfire met Kevin Lawrence en Hollywood Rose met Izzy Stradlin en Chris Weber. Jagosz kwam terug na Rose de band verliet na het spelen met de band voor 2 weken en voor 5 shows.
Bij de hervorming van L.A. Guns in 1985 werd Beich vervangen door Mick Cripps.

### Guns N' Roses (1985)
Holywood Rose hervormde voor een oudejaarsavond show in 1984 met Rose, Stradlin, Guns, Gardner en Steve Darrow. In maart 1985 fuseerde L.A. Guns met Hollywood Rose en ze veranderden hun naam naar Guns N' Roses (een combinatie van de namen van L.A. Guns en Hollywood Rose) met de line-up bestaande uit Rose, Guns, Stradlin, Beich en Gardner.
Beich speelde zijn enige show met de band op 26 maart 1985 voordat hij werd ontslagen. Hij werd vervangen door Duff McKagan. Tracii Guns verliet de groep; Hij werd vervangen door Slash. McKagan boekte shows die plaatsvonden tussen Sacramento en Seattle, genaamd “The Hell Tour”. Gedurende deze tijd, stopte Gardner met de groep en werd vervangen door Steven Adler. Deze line-up staat bekend als de "klassieke line-up" van Guns N' Roses.

## Jonge jaren
Geboren in de stad Esbjerg, Beich, in zijn jeugd, bereikte een zekere mate van bekendheid bij de plaatselijke muzikanten en fans. Hij speelde gitaar met een aantal Deense bands, en maakte een album in 1979 met een band genaamd Rock Nalle & The Flames. Hij was ook een lid van Mercyful Fate voor een korte tijd, alvorens te beslissen om te verhuizen naar Los Angeles in de hoop van een carrière in de muziek.

## Dood
Beich overleed op 16 oktober 1991 en is verdronken in het Sankt Jørgens meer in het centrum van Kopenhagen. Niet lang daarvoor, op 19 augustus, trad Guns N' Roses op in de stad. Zijn familie gelooft dat hij depressief werd na het verlaten van Guns N' Roses in 1985 en zwaar misbruik maakte van drugs alvorens terug te keren naar Denemarken in 1988. Heroïne en een bloedalcoholgehalte van 0,148, wordt gedacht dat ze hebben bijgedragen aan zijn verdrinking, maar zijn familie gelooft nog steeds dat het zelfmoord was.
Beich werd begraven in Esbjerg naast zijn vader Aksel, die in 1995 overleed.

## Discografie
Met Rock Nalle & The Flames
- Rock 'N'alle Roll (1979)

Met L.A. Guns
- Collector's Edition No. 1 (1985)